# Ciclo produtivo
Ciclo produtivo é um conceito econômico. Caracteriza a série de eventos que geram um bem como, por exemplo, a semeadura, colheita, beneficiamento, transporte e venda de todos os subprodutos de algo anteriormente plantado em uma propriedade. o processo produtivo envolve o comprimento de um conjunto de etapas realizadas pela mesma empresa ou por empresas diferentes, mas todas conducentes* à obtenção do mesmo bem. Neste caso, diz-se que o processo de produção de qualquer bem económico obedece a um ciclo produtivo que se repete com uma certa regularidade.
- conducentes - que conduz (a um fim); tendente; conduz.